# Seddon Pennine 7
 (novembre 2021).
Si vous disposez d'ouvrages ou d'articles de référence ou si vous connaissez des sites web de qualité traitant du thème abordé ici, merci de compléter l'article en donnant les références utiles à sa vérifiabilité et en les liant à la section « Notes et références ».
Le Seddon Pennine 7 est le dernier châssis pour autobus et autocar (à un étage) fabriqué par le constructeur britannique Seddon Atkinson entre 1974 et 1982. Comme de coutume, le châssis doit recevoir une carrosserie réalisée par des entreprises spécialisées. Il succède au Seddon Pennine RU.

## Histoire

### Le contexte
À la fin des années 1960, le constructeur Seddon Atkinson Ltd connait un certain succès commercial sur le marché britannique des autobus et autocars avec le châssis léger Pennine 4 et son moteur vertical placé à l'avant, puis avec le Seddon Pennine RU avec son moteur Gardner placé sous le châssis dans le porte à faux arrière. 
En 1970, Leyland Motors annonce vouloir arrêter la production du Leopard PSU3/3R avec une boîte de vitesses manuelle Leyland et le moteur O600H de 140 ch. Les futurs modèles Leyland Leopard devant être équipés du gros moteur O680H et une boîte de vitesses semi-automatique pneumatique. Scottish Bus Group, l'unique compagnie à utiliser l'ancien modèle, ne voulant pas acheter le Leopard à boîte semi-automatiques, considérant le moteur O680H trop gourmand en carburant, a demandé à Leyland d'équiper le Leopard avec un moteur horizontal Gardner, mais Leyland a refusé.
Consterné par la position de monopole de British Leyland, la compagnie Scottish Bus Group se rapproche de Seddon Atkinson en 1972. En parallèle, Seddon travaillait avec  l'importateur de camions Volvo basé à Irvine, sur un nouveau type de châssis d'autobus à deux niveaux, qui va conduire à la réalisation rapide d'un prototype. Très vite, la production commence avec un premier exemplaire livré en octobre 1973. Le dernier exemplaire a été mis en service en 1982, le dernier d'une petite série de 527 exemplaires.
Aucun nouveau modèle de châssis d'autobus n'a été produit. Seddon est sorti du marché des autobus après le Pennine 7.

## Le Seddon Perrine 7
Le châssis Seddon Pennine 7 est composé d'un treillis en profilés longitudinaux et des traverses tubulaires. Disponible avec deux empattements, l'un de 5,60 m pour les carrosseries de 11 mètres et l'autre, à partir de 1975, de 6,00 m pour les carrosseries de 12,00 mètres. Le retour aux affaires du fournisseur préféré de Scottish Bus Group, Walter Alexander Coachbuilders, de 1967 à 1972, a donné lieu à l'expérimentation d'un châssis construit avec des profilés en alliage d'aluminium. La direction assistée était de série. Le prototype a reçu tardivement une carrosserie réalisée par la filiale Pennine Coachcraft de Seddon. Il disposait d'une boîte de vitesses semi-automatique Self-Changing Gears. En cours de production, plusieurs variantes ont vu le jour, notamment avec une boîte synchronisée ZF à quatre rapports. Les modèles d'autocars avec un rapport final plus élevé autorisait une vitesse maximale de 76 mph (120 km/h) et 56 mph (90 km/h)  pour les versions autobus.

### Les modèles fabriqués
Le Seddon Pennine 7 est un châssis d'autobus réalisé sur commande pour Scottish Bus Group mais seulement deux de ses filiales ont acheté le modèle : 301 exemplaires pour Eastern Scottish et 213 exemplaires pour Western SMT. La plupart a reçu une carrosserie Alexander, mais Eastern Scottish a acquis 64 exemplaires avec une carrosserie Plaxton Supreme III ou IV Express entre 1978 et 1981, les premiers Plaxton pour SBG. Les autobus disposaient des carrosseries Alexander AY ou AYS et les autocars (hors Plaxton) une carrosserie Alexander Type "T" AY ou AT. Les autocars disposaient généralement de 49 sièges et les bus pouvaient accueillir 53 passagers.
Le châssis Pennine 7 est initialement conçu pour un autobus ou un autocar de 11,0 mètres, ce qui signifie qu'il est conforme au New Bus Grant du gouvernement britannique (programme de subvention des autobus). En 1974, Eastern Scottish commande une version plus longue avec la carrosserie luxueuse Alexander Type M tandis que Western Scottish choisit le Volvo B58-61, fabriqué en Suède et importé au Royaume-Uni par Ailsa Bus. Les ch$assis des autocars carrossés par Alexander sont des Leyland Leopard PSU5/4R avec un moteur O680 et une boîte de vitesses pneumo-cyclique à 5 rapports. Eastern Scottish a choisi la version Pennine 7 de 12 mètres qui, contrairement aux versions précédentes, dispose d'une boîte de vitesses synchronisée ZF à 6 vitesses.
Les modèles Volvo B58 , Leyland Leopard et AEC Reliance dominaient le secteur des autocars haut de gamme britannique mais, dès sa présentation, le Pennine 7 a fait l'objet de quelques commandes d'opérateurs privés.

### Les déboires des utilisateurs
Les conducteurs d'autocars en particulier ont estimé que le Pennine 7 avait une boîte de vitesses trop démultipliée sur les bas rapports, démarrant très lentement et causant parfois des problèmes. La surchauffe du moteur a été un défaut majeur ; le radiateur, monté directement devant le moteur à mi-empattement était cerné par la carrosserie et avait un très mauvais rendement. Comme quasiment tous les véhicules à moteur Gardner, la pédale d'accélérateur était considérée comme difficile à actionner, enfin, la direction assistée a nécessité plusieurs modifications et réglages pour fonctionner correctement.

## La fin des châssis d'autobus Seddon
Scottish Bus Group (SGB) n'a pas réalisé le succès miracle rêvé de Seddon. Seul Leyland a proposé à SBG une boîte de vitesses manuelle ZF à quatre vitesses en option sur les modèles Leopard acquis, entre 1974 et 1978, par les compagnies Central, Western Scottish et Alexander. La production totale du Pennine 7 sur une décennie a été inférieure à celle du Leyland Leopard en un an.